# Kranz

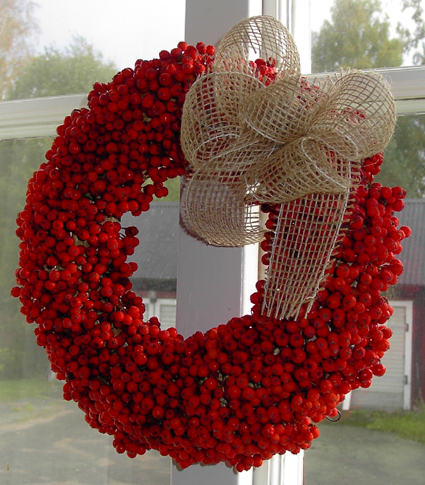
Kranz aus Vogelbeeren

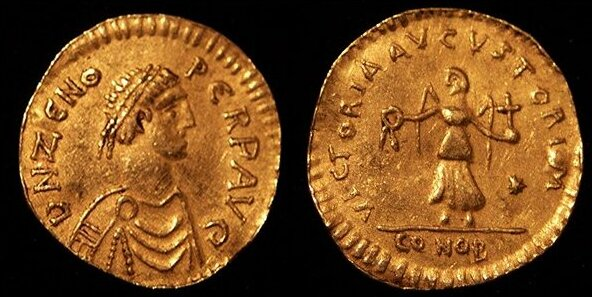
Tremissis des oströmischen Kaisers Zenon mit „Siegerkranz“ und „Globus“; 5. Jahrhundert

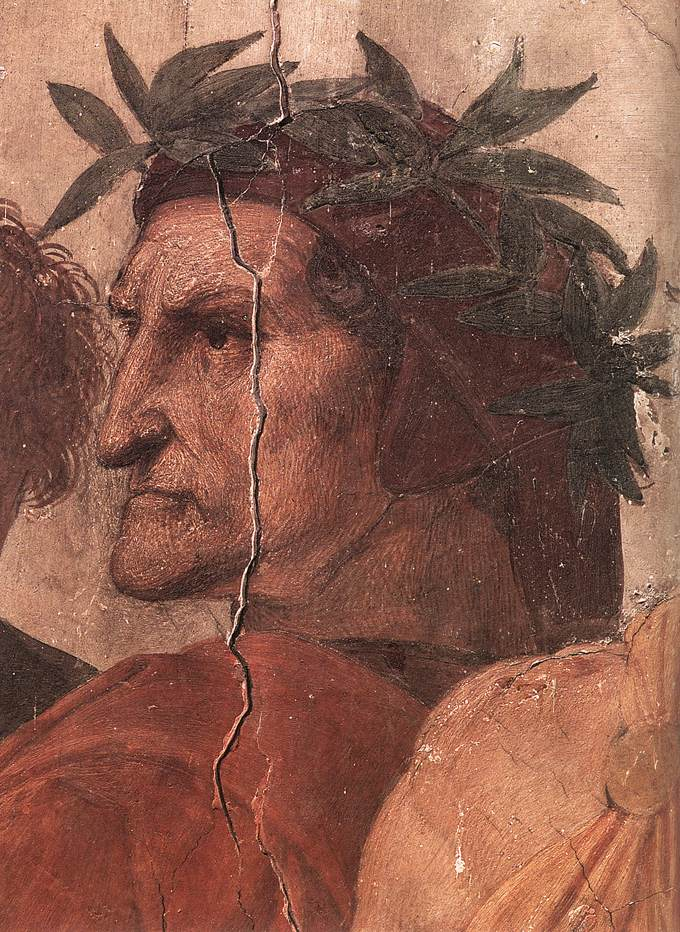
Darstellung eines Mannes mit Lorbeerkranz

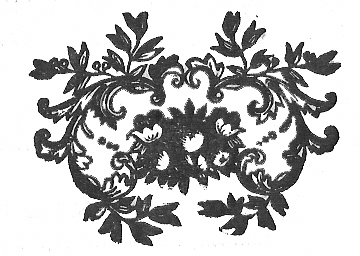
Kranz aus Metall

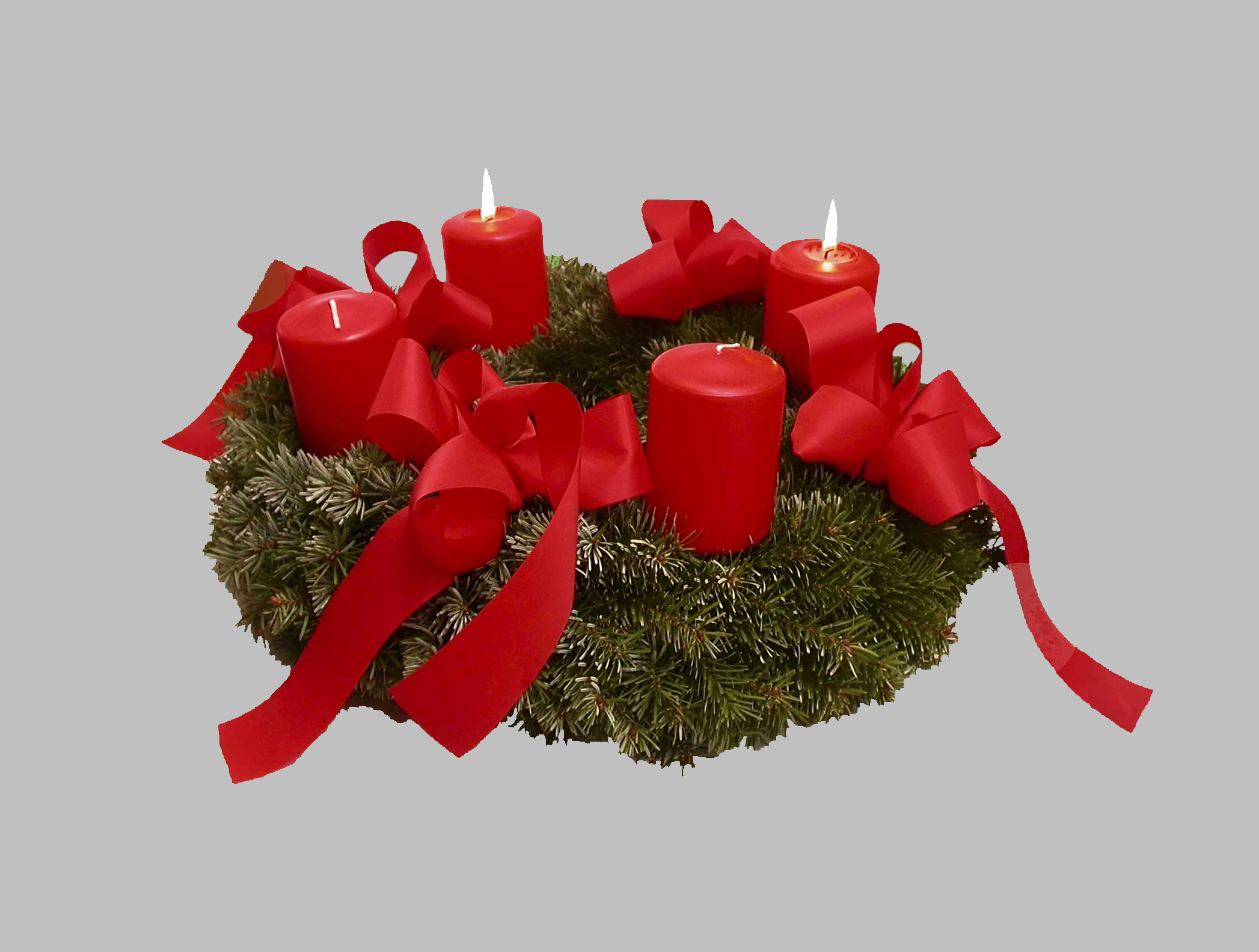
Adventskranz

Ein Kranz, hergeleitet vom althochdeutschen Wort „krenzen“ („umwinden“), ist eine im Gegensatz zum Gesteck ringförmige Zusammenfügung von Materialien, im engeren Sinne zumeist eine Zusammenbindung von Blättern, Blumen und Zweigen.

## Bedeutung und historische Verwendung
Seit spätestens dem 5. Jahrhundert v. Chr. gilt der „Siegerkranz“ als Symbol des Sieges.
In der griechischen Antike bildeten Kränze oder Zweige bestimmter Pflanzen und Bäume den Siegespreis bei sportlichen und musischen Wettkämpfen, so beispielsweise der Lorbeerkranz bei den Pythischen Spielen in Delphi oder der Eichenzweig bei den Olympischen Spielen in Olympia.
Im Römischen Reich wurden Kränze auch als Auszeichnungen verliehen, so aus Eichenlaub als „corona civica“ für die Rettung eines römischen Bürgers aus Lebensgefahr oder in Form von Mauerzinnen als „corona muralis“ für die Erstbesteigung feindlicher Stadtmauern bei einer Belagerung.
Kränze wurden auch in Metall nachgebildet; aus ihnen entwickelte sich die Krone.

## „Kränze“ im engeren Sinne
- Adventskranz
- Blumenkranz
- Brautkranz
- Grüner Kranz („Jungfernkranz“) aus Myrten
- Lorbeerkranz
- Myrtenkranz (ehemaliger Hochzeitsbrauch)
- Orangenblütenkranz
- Perlkranz
- Rosenkranz
- Siegerkranz
- Strohkranz
- Trauerkranz

## „Kränze“ im weiteren Sinne
- Damenkränzchen
- Flaschenkranz („Kuemmerlingkranz“)
- Frankfurter Kranz
- „Kranzschwinger“, ein Schwinger, der bei der vor allem in der Schweiz beliebten Variante des Ringens bei mehreren Schwingfesten einen Preis gewonnen hat
- Kringel
- Schachtelkranz
- Schöttelkranz
- Sockenkranz
- Spurkranz